# Horonobe
Horonobe (幌延町, Horonobe-chō) est un bourg du district de Teshio, situé dans la préfecture de Hokkaidō, au Japon.

## Toponymie
Le nom du bourg de Horonobe provient d'un mot aïnou : « poro-nup », signifiant « grande terre non cultivée ».

## Géographie

### Situation
Le bourg de Horonobe est situé dans la partie nord de la sous-préfecture de Sōya, sur l'île de Hokkaidō, au Japon.

### Démographie
Au 1er juin 2015, la population de Horonobe s'élevait à 2 474 habitants répartis sur une superficie de 574,27 km2.

### Climat
| Mois                                             | jan. | fév. | mars | avril | mai  | juin | jui.  | août  | sep.  | oct. | nov. | déc. | année |
| ------------------------------------------------ | ---- | ---- | ---- | ----- | ---- | ---- | ----- | ----- | ----- | ---- | ---- | ---- | ----- |
| Précipitations (mm)                              | 38,4 | 26,4 | 33,4 | 39,5  | 59,5 | 62,7 | 108,9 | 129,5 | 132,4 | 113  | 99   | 64,1 | 892,1 |
| Nombre de jours avec précipitations              | 13   | 10   | 8,9  | 7,4   | 9,4  | 9    | 8,3   | 9,8   | 12,1  | 13,9 | 14,4 | 15,3 | 130,3 |
| dont nombre de jours avec précipitations ≥ 10 mm | 0,2  | 0,2  | 0,6  | 1     | 1,8  | 2,3  | 3,7   | 4,4   | 4,4   | 3,8  | 3,1  | 1,1  | 26    |